# Roberto Orci
Roberto Gaston Orci (n. 20 iulie 1973, Ciudad de México, Mexic – d. 25 februarie 2025, Los Angeles, California, SUA) a fost un scriitor și  producător de film și televiziune americano-mexican.  Și-a început colaborarea de lungă durată cu Alex Kurtzman în timp ce era la liceu în California. Împreună au lucrat la seriale de televiziune precum Hercules: The Legendary Journeys și Xena: Warrior Princess. În 2008, împreună cu J. J. Abrams, au creat Fringe. În 2013, au creat Călărețul fără cap împreună cu Phillip Iscove. Primul proiect de film al lui Orci și Kurtzman a fost Insula regizat de Michael Bay și, datorită acestui parteneriat, au continuat să scrie scenariile pentru primele două filme din seria de filme Transformers. Orci a devenit mai întâi producător de film cu Ochi de vultur în 2008 și din nou cu Vrei să te însori cu mine? (The Proposal) în 2009.
De atunci, el și Kurtzman au revenit să lucreze cu Abrams la Misiune: Imposibilă III și atât Star Trek: Un nou început, cât și Star Trek În întuneric 3D. Între 2005 și 2011, proiectele de film ale lui Kurtzman și Orci au avut venituri de peste 3 miliarde de dolari americani. În aprilie 2014, Orci și Kurtzman au anunțat că vor colabora doar la proiecte de televiziune, iar Orci a lucrat la al treilea film Star Trek, Star Trek. Dincolo de infinit!, până când a fost înlocuit în decembrie următor. Orci a creat serialul de televiziune Matador pentru El Rey Network, dar după ce serialul a fost reînnoit inițial, a fost anulat la sfârșitul primului sezon. Atât Kurtzman, cât și Orci continuă să lucreze ca producători la serialele de televiziune Dincolo de limite și Scorpion. Orci a fost distins cu Premiul literar Norman Lear și Premiul Raul Julia pentru Excelență, pe lângă premii și nominalizări comune, inclusiv Premiul Memorial George Pal.